# Вільчура
Вільчура (пол. wilczura) — шкіряна накидка з зав'язками біля горловини, предмет парадного, церемоніального і похідного козацького одягу.
В оригіналі вільчура означає «шуба з вовчого хутра», пізніше — найменування шуби з будь-якого хутра; фіксується українськими писемними пам'ятками з поч. XVIII ст. — різновид коштовної безрукавної накидки, що виготовлялася зі шкури леопарда, барса (або цінної шкури інших звірів) чи дорогих смушків шерстю назовні і підбивалася дорогою тканиною (найчастіше атласом) або хутром. Застібали вільчуру срібним чи золотим шнурком із китицями і коштовними ґудзиками або ж аграфом-шпонкою. Становила предмет парадного, церемоніального і похідного костюма козацьких полковників, генеральної старшини і гетьманів. Більш простий варіант, як правило з вовчої шкіри, носили рядові козаки та компанійці. Вдягали вільчуру поверх жупана і панцира накинутою на обох плечах або ж залишали одне плече вільним. Коштовні вільчури були запозичені українською елітою з Польщі, де їх одягали до урочистого й бойового строю магнати та королі. У свою чергу, до Польщі ця мода прийшла з Туреччини та Ірану.